# Krassítskoie
Krassítskoie (en rus: Красицкое) és un poble del krai de Khabàrovsk, a Rússia, que el 2018 tenia 561 habitants. Pertany al districte rural de Viàzemski.